# 강우규
강우규(姜宇奎, 1855년 7월 14일~ 1920년 11월 29일)는 일제강점기의 한의사이자 독립운동가이다. 자(字)는 찬구(燦九), 호(號)는 왈우(曰愚)이다. 1919년 조선총독부 총독으로 부임해 온 사이토 마코토를 저격하였으나 폭탄이 다른 데로 떨어져 거사에 실패하였다.

## 생애

### 교육 계몽 활동
그는 조선 평안도 덕천에서 출생했다. 지난날 한때 경상도 진주에서 잠시 유아기를 보낸 적이 있고 경상도 밀양에서 잠시 유년기를 보낸 적이 있다. 그는 평안도 덕천 귀향 후 어려서부터 한의학을 공부하였다. 1884년부터는 함경도 홍원으로 이주하여 한의사로 인술을 베푸는 한편, 아이들에게는 성리학 학문을 가르쳤다. 전언에 의하면 모종의 애국운동에 관하여 신변이 위태롭게 되자 피신 겸 이곳으로 이주하였다고 한다. 홍원으로 이주한 강우규는 홍원에서 온 후 농사를 하지 않고 읍내에 자리를 잡고 주로 상업에 종사하였던 것 같다. 특히 그는 홍원으로 솔가할 당시 상당액의 거금을 갔고 왔다고 알려지고 있다. 강우규는 홍원의 중심가인 남문거리에서 아들 중건을 앞세워 잡화상을 운영하였다. 이 상점에서 주로 물감, 담뱃대, 면사, 포목 등을 팔았다고 한다. 아울러 그는 장사꾼들에게 장사 밑천도 되어주고 돈을 저리로 빌려주기도 하였다.
1905년, 을사늑약 체결로 국운이 기울어짐을 보고 만주 북간도로 망명하여 독립운동가 세력들과 연계하여 조선의 독립을 의논했고 4년 후 라오허현으로 이사하여 독립운동을 모의하였다.
1910년 일제에 의하여 조선이 강점되자 강우규는 이에 크게 분개하였다. 당시 그는 50이 넘은 중노인이었다.
강우규는 일제에 의하여 조국이 강점당하자 국권으로 회복하기 위해 망명의 길을 떠나게 되었다. 1910년 가을 강우규는 망명을 결심하고 우선 큰 아들 중건부부와 자녀 3명을 노령으로 이주시켰다.
그는 이듬해인 1911년 봄에 함경남도 홍원군 용원면을 떠나 북간도 두도구로 이거 하였다. 그곳에서 한약방을 경영하였다.
1915년 요동의 라오허현으로 옮겨가 거주하면서 블라디보스토크를 왕래하면서 독립운동을 꾀했으며, 요하 주변의 농토를 개간하여 한인촌인 신흥촌(新興村)을 건설했다. 이 마을은 강우규의 헌신적인 노력으로 이룩된 것이며, 후에 노령과 북만주를 무대로 활동하는 독립군의 주요 근거지가 되었다. 1917년 지린성 동화 현에 광동중학교를 세워 동포 교육에 전력하며 독립정신 고취에 힘썼다.

### 국내 잠입
그 뒤 광동중학교와 신흥촌을 다른 한인 교포에게 넘긴 뒤 그는 국내에 잠입한다. 1919년 3·1운동이 일어나자, 가입해 있던 블라디보스토크 신한촌 노인단 지린성 지부장이 되어 조선 총독을 암살하기로 결심하였다. 그 해 러시아인으로부터 수류탄을 구입하고, 허형과 함께 원산부를 거쳐서 경성부로 잠입했다.
1919년 9월 2일, 내외 정세와 총독의 동정을 살피던 중, 하세가와 요시미치의 후임으로 사이토 마코토가 임명되어 부임한다는 것을 알고, 사이토의 내한 당일 현재의 서울역인 남대문역에서 조선 총독으로 신임된 사이토 마코토를 폭살하기 위해 폭탄을 던졌다. 폭탄은 터졌으나 빗나갔고, 빗나간 폭탄으로 인해 수명의 구경꾼들이 부상을 당했다고 한다. 그가 던진 폭탄은 엄청난 위력을 발휘하여 신임 총독 사이토를 환영 나온 일제 관헌 및 그 추종자들 37명에게 중경상을 입혔다. 현장에 있던 올리버 에비슨 박사가 윤치호에게 보낸 편지에 의하면, 사이토 마코토 제독에게 어떤 일행이 폭탄을 던졌는데, 폭탄이 빗나가 근처에 있던 구경꾼들이 부상을 당했다고 한다. 에비슨에 의하면 총독 일행은 폭탄에 피폭되지 않고, 구경꾼들이 부상당했다 한다.
남대문역 광장은 아수라장이 되었다. 그는 현장에서는 몸을 피했으며, 거사 뒤 현장에서 빠져나와 오태영(吳泰泳)의 소개로 장익규(張翊奎), 임승화(林昇華) 등의 집에 숨어다니다가, 도피 중 독립운동 탄압, 검거를 전문으로 하던 총독부 고등계 형사인 친일파 김태석(金泰錫) 등에게 체포되어 그해 9월 17일에 수감되었다. 이후 총독부 고등법원에서 재판을 받고 최종 판결에서, 총독 암살미수혐의와 민간인 사상 혐의로 사형 구형, 1920년 11월 29일 서대문감옥에서 교수형을 당하였다. 그는 체포되어 재판받고, 교수형 당하기까지 법정에서 자신의 입장을 굽히지 않고 당당했다고 알려져 있다.

## 연보
- 1859년 6월 2일 평남 덕천에서 출생
- 1883년 함경남도 홍원으로 이주해 한약방을 경영하며 재산을 모아 교육계몽운동을 펼침
- 1911년 북간도로 망명
- 1914년 블라디보스토크에 머물 당시 애국지사 계봉우와 교류
- 1915년 지린성 라오허현으로 이주, 한인 동포들과 마을을 이루고 ‘신흥동’이라 명명
- 1919년 3.1운동 소식을 듣고 신흥동에서 독립선포식을 거행, 만세 시위운동을 전개.
  - 블라디보스토크로 건너가 이승교, 김치보, 박은식 등이 결성한 대한민국노인동맹단에 가입, 라오허현 지부장으로 활동.
  - 영국제 폭탄을 가지고 귀국하여 서울에 잠입.
  - 9월 2일 남대문역에서 사이토 마코토의 마차에 폭탄을 던졌으나 암살에 실패, 이후 체포됨
- 1920년 11월 29일 경성 서대문형무소에서 사형 집행됨.
- 1962년 건국훈장 대한민국장에 추서

## 가족 관계
- 아들 : 강중근(~2015)
- 손녀 : 강영재(~1985)

## 사후
- 유해는 처음에는 현 은평구 신사동 소재 공동묘지에 묻혔는데 54년 수유리로 이장됐다가 67년 국립묘지(애국지사 묘역)으로 이장되었다.[10]
- 1962년 3월 건국공로훈장 중장(뒤에 대한민국장으로 개정)이 추서되었다.
- 강우규 사후, 당시 경성(서울)에 남아있던 유가족은 장남 강중근과 손녀 강영재가 있었으나 1985년 12월 강영재가 별세한 후 후손은 절손되었다.
- 독립기념관에 어록비가 제작되면서 서대문 형무소에서 사형 당하기 직전에 유언으로 남긴 한시가 적혀 있다.[11]

| “ | 단두대상에 홀로서니 춘풍이 감도는구나 斷頭臺上 猶在春風 (단두대상 유재춘풍) 몸은 있으나 나라가 없으니 어찌 감회가 없으리오 有身無國 豈無感想 (유신무국 기무감상) | ” |

- 서울역 앞 광장에 강우규 동상이 있다.

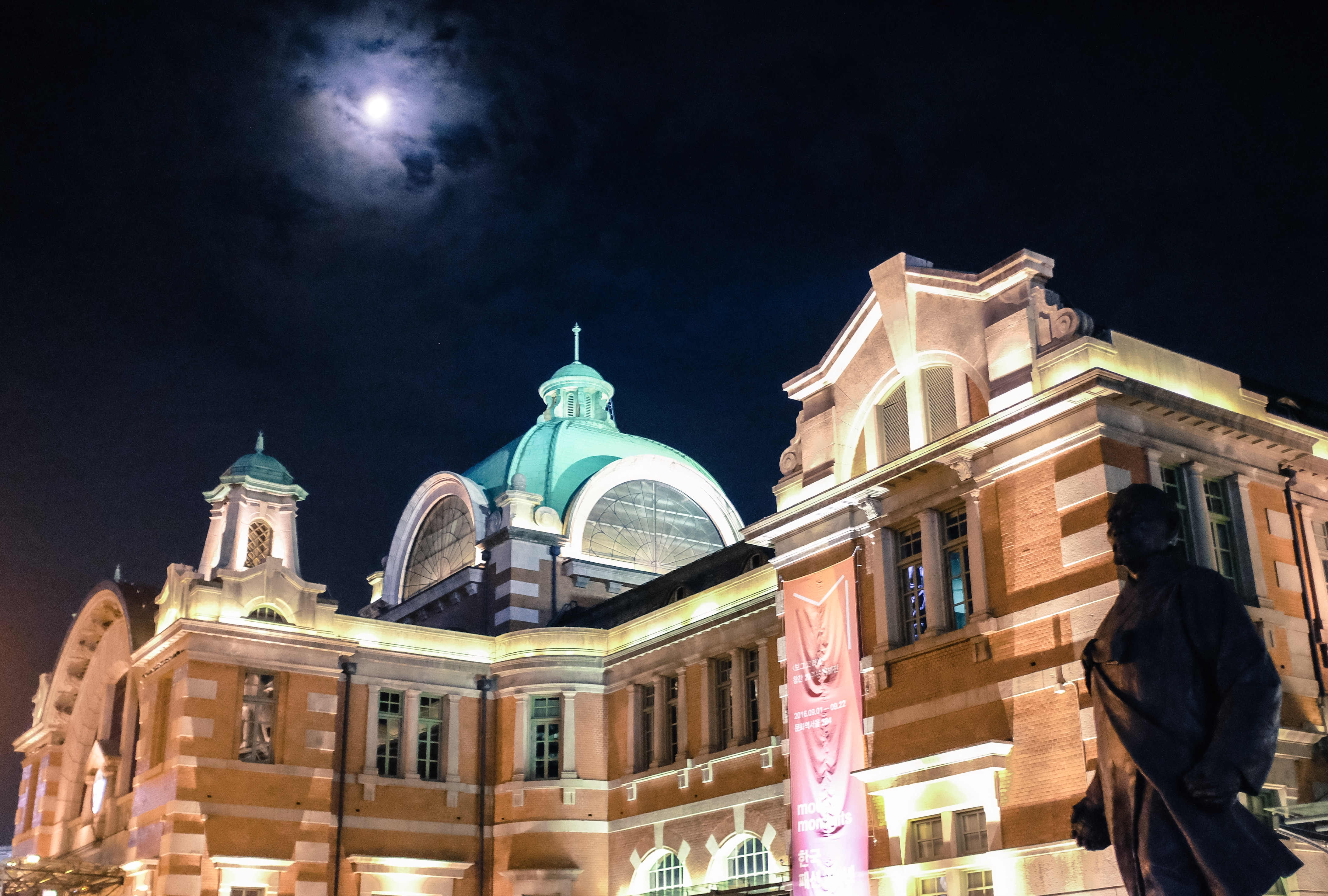

## 평가
지바 경기도 경찰부장은 "미운 마음은 없습니다. 입장을 바꿔보면 강우규는 우국지사였습니다."라고 평가했다.
강우규의 의거는 3.1운동 이후 최초의 의열투쟁으로서 조선총독으로 부임하는 사이토에게 큰 경고가 되었음은 물론 국내외의 한인들의 민족의식 고취에 크게 기여하였다. 특히 그의 의거는 물론 재판과정과 수형생활, 처형과정에서도 당당한 모습을 보여줌으로써 재판과정 자체가 운동의 연속선상에서 한인들에게 큰 감동을 주었다고 할 수 있다.

## 같이 보기
- 독립유공자로 대한민국장을 수여받은 사람
- 이성림
- 사이토 마코토

## 참고 자료
- 대한민국 국가보훈처, 이 달의 독립 운동가 상세자료 - 강우규, 1999년
- 제12회: 3.1절 90주년 특집【65세 노인은 왜 폭탄을 던졌나? - 노인동맹단과 강우규(姜宇奎)】
- 이 문서에는 다음커뮤니케이션(현 카카오)에서 GFDL 또는 CC-SA 라이선스로 배포한 글로벌 세계대백과사전의 내용을 기초로 작성된 글이 포함되어 있습니다.
- 日총독에 폭탄 던진 '65세의 백발 투사' 강우규(姜宇奎) - 조선닷컴 (20161116)